# آکر سولوشنس
آکر سولوشنس (به نروژی: Aker Solutions) شرکت خدمات نفتی نروژی است، که دفتر مرکزی آن در شهر اسلو قرار دارد.
آکر سولوشن یکی از بزرگترین شرکت‌های خدمات فنی و مهندسی نفت و گاز در جهان است، که ارائه‌دهنده محصولات و خدمات مهندسی، ساخت‌وساز، تعمیر و نگهداری، اکتشاف، حفاری، توسعه و بهره‌برداری از میادین نفت و گاز می‌باشد.
ریشه‌های تأسیس شرکت آکر به سال ۱۸۴۱ باز می‌گردد، که تحت عنوان آکر مکانیکال فعالیت خود را آغاز کرد، تا اینکه در سال ۲۰۰۴ با شرکت نفت و گاز کوارنر ادغام گردید و نام شرکت به آکر کوارنر تغییر یافت. در نهایت در سال ۲۰۰۸ نام آن به آکر سولوشنس تغییر پیدا کرد.
سهام‌داران اصلی این شرکت؛ آکر آسا (۶۰٪)، وزارت صنعت و بازرگانی نروژ (۳۰٪)، گروه ساب (۷٫۵٪) و اینوستور آب (۲٫۵٪) می‌باشند.